# Exército Dinamarquês

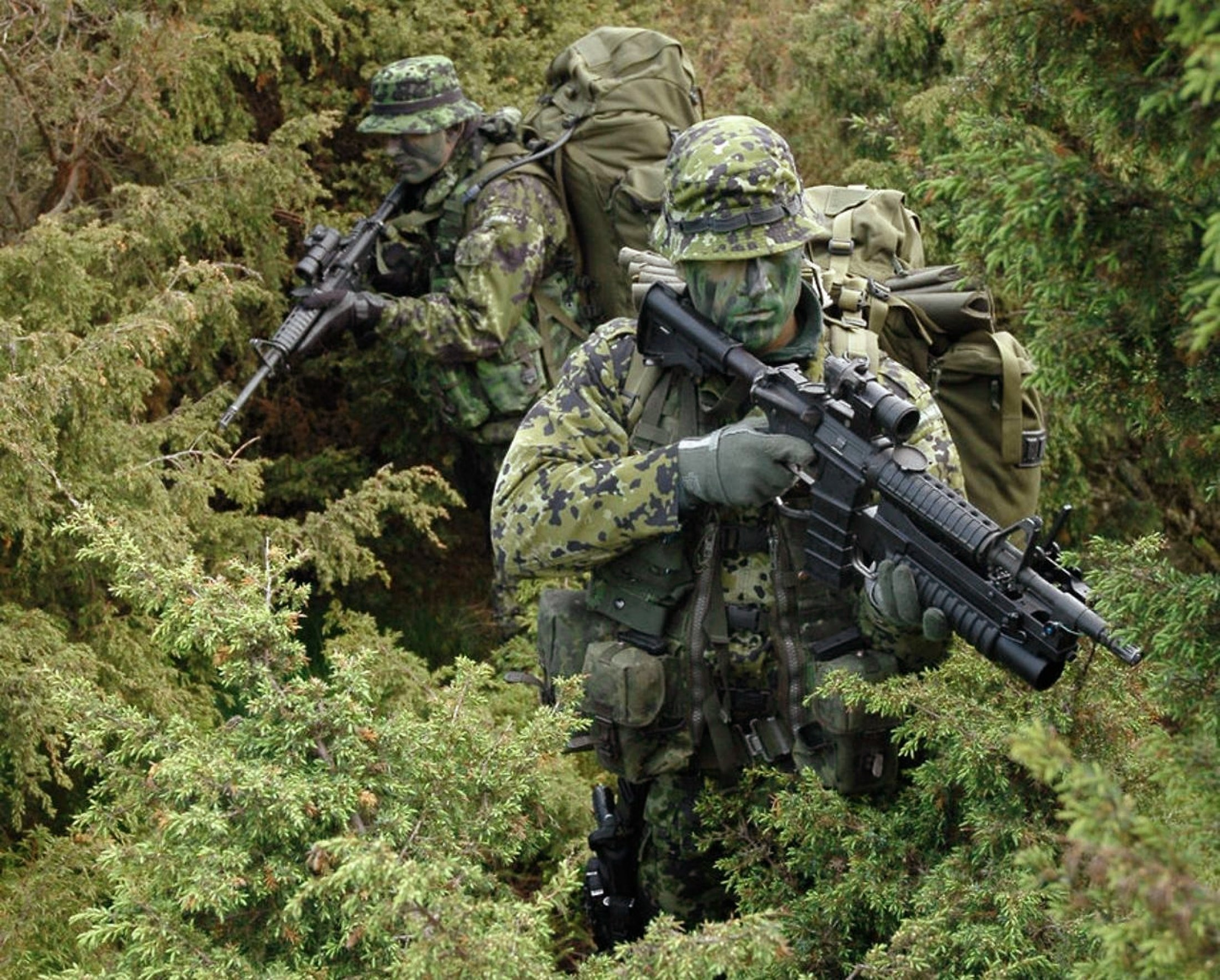
Militares dinamarqueses.

Um Leopard 2A5DK dinamarquês.

O Exército Dinamarquês (em dinamarquês: Hæren) (HRN), juntamente com a Guarda Caseira compõe o ramo terrestre das Forças armadas da Dinamarca.
O Exército Real está actualmente a atravessar uma profunda transformação em suas estruturas, equipamentos e métodos de formação, abandonando o seu papel tradicional de defesa anti-invasão, em vez de centrar-se em operações fora do território dinamarquês, entre outras iniciativas, através da redução do tamanho da reserva conscripada e componentes e aumentando os componentes ativos e ativando o Exército para implantar 1 500 tropas continuamente ou  periodicamente em operações internacionais, sem a necessidade de medidas extraordinárias, por exemplo, parlamentares, passar da factura do financiamento de uma guerra.